# Марко Джованетті
Марко Джованетті (італ. Marco Giovannetti, 4 квітня 1962) — італійський велогонщик.
Олімпійський чемпіон 1984 року в роздільній командній гонці.